# Anteraksantyna
Anteraksantyna – organiczny związek chemiczny z grupy ksantofili. Naturalny żółty barwnik u glonów, mogący pełnić funkcję barwnika pomocniczego w kompleksach zbierających światło. Energia wzbudzenia z katorenoidów przenoszona jest na chlorofil w centrum reakcji fotoukładu. U roślin wyższych i większości glonów anteraksantyna jest związkiem uczestniczącym w cyklu ksantofilowym, pośrednim produktem przemiany wiolaksantyny w zeaksantynę. Cykl ksantofilowy umożliwia rozproszenie nadmiaru energii, chroniąc aparat fotosyntetyczny przed uszkodzeniem.